# Maria Pauer
Maria Pauer, född 1734, död 1750, var en österrikisk kvinna som avrättades för häxeri.
Hon är känd som den sista person som avrättades för häxeri i Österrike. 